# Khamis Saad Mubarak
Khamis Saad Mubarak (ur. 4 października 1970) – emiracki piłkarz występujący podczas kariery na pozycji napastnika.

## Kariera klubowa
Podczas piłkarskiej kariery Saad występował w Al-Shabab Dubaj. Z Al-Shabab zdobył Mistrzostwo Zjednoczonych Emiratów Arabskich w 1995 i dwukrotnie Puchar Emira w 1994 i 1997.

## Kariera reprezentacyjna
Saad występował w reprezentacji ZEA w latach 90. W 1992 uczestniczył w Pucharze Azji. Na turnieju wystąpił we wszystkich pięciu meczach z Japonią, Iranem, Koreą Północną, Arabią Saudyjską i Chinami.
W 1996 uczestniczył w Pucharze Azji, który był rozgrywany na stadionach w Zjednoczonych Emiratach Arabskich. Reprezentacja ZEA zajęła na tym turnieju drugie miejsce. Na turnieju wystąpił w czterech meczach z Koreą Południową (bramka), Irakiem, Kuwejtem i Arabią Saudyjską.
W 1997 roku uczestniczył w eliminacjach do Mistrzostw Świata 1998 oraz w Pucharze Konfederacji. Na tej ostatniej imprezie wystąpił we wszystkich trzech meczach ZEA z Urugwajem, RPA i Czechami.